# آمستردام (مونتانا)
آمستردام (به انگلیسی: Amsterdam) یک منطقهٔ مسکونی در ایالات متحده آمریکا است که در مونتانا واقع شده‌است. آمستردام ۷٫۰۵۶ کیلومتر مربع مساحت و ۱۸۰ نفر جمعیت دارد.